# گمینا میجخووو
گمینا میجخووو (به لهستانی:  Gmina Miedzichowo) یک گمینا در لهستان است که در شهرستان نوو تومشل واقع شده‌است. گمینا میجخووو ۲۰۸٫۵۱ کیلومتر مربع مساحت و ۳٬۸۰۱ نفر جمعیت دارد.